# Isidoro Francisco de Bruselas
Fray Isidoro Francisco de Bruselas, fraile capuchino de origen flamenco, autor de sermones, ordenanzas y estatutos, así como provincial de Andalucía hacia 1705.
Desarrolló su carrera eclesiástica en España a finales del siglo XVII y principios del siglo XVIII. Probablemente, su nombre en el siglo fue Remacle Legot, siendo nieto de Antoine Legot, hermano del pintor Pablo Legot. Fray Isidoro Francisco de Bruselas desarrolló una carrera brillante en el seno de su orden. Se encontraba en Sevilla en el año 1684. En 1687 era ya profesor de teología y definidor de la orden, y en torno a 1705 llegó a ser provincial de los capuchinos de la provincia de Andalucía.

## Obra
- Fray Isidoro Francisco de Bruselas, Sermón de la Concepción Purissima, patente el Santissimo Sacramento, en el capítulo que celebró la sagrada provincia de Andaluzia de los RRPP Capuchinos en el convento de Sevilla sábado 8 de enero de 1684…, Sevilla [1684].

- Ordenaciones generales hechas por el comisario general para todas las misiones de la Religión de Capuchinos tiene en los reinos de las Indias occidentales, 1707.

- Fray Isidoro Francisco de Bruselas y Fray Francisco María de Arenzano, Estatutos y ordenaciones de las Missiones de los RR. Padres Capuchinos en las Provincias de América, Valencia, Madrid, 1740.